# Manifest Agile
Manifest agile (pełna nazwa Manifest zwinnego wytwarzania oprogramowania, oryginalne nazwy: Agile manifesto, Manifesto for agile software development) – deklaracja wspólnych zasad dla zwinnych metod tworzenia oprogramowania. Została opracowana na spotkaniu, które miało miejsce w dniach 11-13 lutego 2001 roku w ośrodku wypoczynkowym Snowbird w USA (stan Utah). Uczestniczyli w nim reprezentanci nowych metod tworzenia oprogramowania, będących alternatywą dla tradycyjnego podejścia opartego na modelu kaskadowym. Do wspomnianych metod należą: programowanie ekstremalne, Scrum, Dynamic Systems Development Method, Adaptive Software Development, Crystal Clear, Feature Driven Development, Pragmatic Programming. Od nazwy manifestu metody te zaczęto określać mianem metod zwinnych (ang. agile methods).

## Treść Manifestu Agile
Odkrywamy nowe metody programowania dzięki praktyce w programowaniu i wspieraniu w nim innych. W wyniku naszej pracy, zaczęliśmy bardziej cenić:
- Ludzi i interakcje od procesów i narzędzi
- Działające oprogramowanie od szczegółowej dokumentacji
- Współpracę z klientem od negocjacji umów
- Reagowanie na zmiany od realizacji założonego planu. "

Oznacza to, że elementy wypisane po prawej są wartościowe, ale większą wartość mają dla nas te, które wypisano po lewej..

## Dwanaście Zasad Zwinnego Wytwarzania Oprogramowania[1]
1. Najwyższy priorytet ma dla nas zadowolenie klienta dzięki wczesnemu i ciągłemu wdrażaniu wartościowego oprogramowania.
2. Bądźcie gotowi na zmiany wymagań nawet na późnym etapie jego rozwoju. Procesy zwinne wykorzystują zmiany dla zapewnienia klientowi konkurencyjności.
3. Dostarczajcie funkcjonujące oprogramowanie często, w kilkutygodniowych lub kilkumiesięcznych odstępach. Im częściej, tym lepiej.
4. Zespoły biznesowe i deweloperskie muszą ściśle ze sobą współpracować w codziennej pracy przez cały czas trwania projektu.
5. Twórzcie projekty wokół zmotywowanych ludzi. Zapewnijcie im potrzebne środowisko oraz wsparcie i zaufajcie, że wykonają powierzone zadanie.
6. Najbardziej efektywnym i wydajnym sposobem przekazywania informacji zespołowi deweloperskiemu i wewnątrz niego jest rozmowa twarzą w twarz.
7. Działające oprogramowanie jest podstawową miarą postępu.
8. Procesy zwinne umożliwiają zrównoważony rozwój. Sponsorzy, deweloperzy oraz użytkownicy powinni być w stanie utrzymywać równe tempo pracy.
9. Ciągłe skupienie na technicznej doskonałości i dobrym projektowaniu zwiększa zwinność.
10. Prostota – sztuka minimalizowania ilości koniecznej pracy – jest kluczowa.
11. Najlepsze rozwiązania architektoniczne, wymagania i projekty pochodzą od samoorganizujących się zespołów.
12. W regularnych odstępach czasu zespół analizuje możliwości poprawy swojej wydajności, a następnie dostraja i dostosowuje swoje działania do wyciągniętych wniosków.

## Sygnatariusze
Na spotkaniu, na którym został sformułowany Manifest Agile, podpisało się pod nim 17 osób:
- Kent Beck
- Mike Beedle(inne języki)
- Arie van Bennekum
- Alistair Cockburn
- Ward Cunningham
- Martin Fowler
- James Grenning
- Jim Highsmith
- Andrew Hunt
- Ron Jeffries(inne języki)
- Jon Kern
- Brian Marick
- Robert C. Martin
- Steve Mellor
- Ken Schwaber
- Jeff Sutherland
- Dave Thomas